# Unreal Tournament 2004
Unreal Tournament 2004 (также UT2004 или UT2k4) — компьютерная игра в жанре арена-шутера, разработанная Epic Games и Digital Extremes и изданная Atari в 2004 году. Является шестой игрой в серии Unreal, следуя после Unreal II, и третьей в подсерии Unreal Tournament, будучи сиквелом к UT2003. После в 2007 году вышла Unreal Tournament III, последняя игра в серии. UT2004 получила высокие оценки от критиков.

## Игровой процесс

Игровой процесс в режиме Onslaught. Справа сверху на миникарте видна цепочка из контрольных точек, иконкой взрыва отмечена та, за которую идёт бой

Как и UT2003 Unreal Tournament 2004 является арена-шутером с основным уклоном в мультиплеер. Она основана на предыдущей Tournament, но содержит ряд изменений. В игру были добавлены 2 режима, новые карты, включая вернувшиеся Facing Worlds и Deck 16, новое оружие и прочие игровые особенности, были улучшены графическая составляющая и оптимизация. При этом сохранилась возможность играть на серверах самой UT2003.
Один из новых режимов, Onslaught (с англ. — «Наступление»), представляет собой бой между двумя командами, целью которого является уничтожение или максимально возможное повреждение так называемого «силового ядра» (англ. Power core) противника, находящегося на его базе, за отведённое время. Для этого игрокам необходимо по очереди захватить цепочку из точек или «силовых узлов» (англ. Power node), проходящую от союзной до вражеской базы. На самих точках, если они принадлежат одной из команд, становится доступно возрождение, а также появляются транспорт, стационарные орудия и арсеналы — «пикапы», в которых выдаётся сразу несколько видов оружия и амуниции. Битва происходит на больших относительно других режимов картах, из-за чего использование техники становится необходимостью для достижения успеха. Для борьбы с ней в арсеналах на точках и базах присутствует соответствующее новое оружие, а также появляются стационарные турели.
В UT2004 также вернулся режим Assault (с англ. — «Штурм») из первой Tournament, на картах которого стали разворачиваться небольшие сюжеты из вселенной Unreal. В нём начал использоваться транспорт и стационарное вооружение, также он получил некоторые другие малые улучшения, например, указатель до следующей цели или список заданий высвечивающийся прямо во время игры.
Кроме того, режимы из бесплатных дополнений к UT2003, а также некоторое оружие из UT99 также попали в игру. В общей сложности в ней стало 106 карт с возможностью одновременной игры до 32 игроков, 10 режимов игры и 19 так называемых мутаторов (англ. mutator) — встроенных модификаторов, изменяющих различные внутриигровые аспекты, а также 9 единиц техники и 17 видов оружия.
Контролируемые искусственным интеллектом боты способны принимать команды на английском языке от игрока при помощи распознавания речи. Также в игре присутствует технология TTS.

### Режимы игры
В Unreal Tournament 2004 присутствуют следующие режимы игры:
- Assault;
- Bombing run (с англ. — «Бомбардировка») — своего рода командная игра с мячом, в которой игроки враждующих сторон борются за мяч в виде бомбы, чтобы доставить его во вражеские ворота. Попадание в них броском и загон мяча лично дают разное количество очков в пользу последнего.
- Capture the flag (с англ. — «Захват флага»);
- Deathmatch (с англ. — «Бой насмерть»);
  - Last man standing (с англ. — «Последний выживший»);
  - Team deathmatch (с англ. — «Командный бой насмерть») — командная версия «боя насмерть»;
- Double domination (с англ. — «Двойная доминация») — режим, в которым две команды соревнуются за очки, набираемые путём захвата и удержания сразу двух точек на карте на протяжении 10 секунд;
- Invasion (с англ. — «Вторжение») — режим, схожий с игрой Crimsonland[3][4][6]. Представляет собой бесконечную оборону от наступающих монстров, число и сила которых растёт с каждой новой волной. Целью игроков становится выживание на протяжении как можно большего количества волн;
- Mutant (с англ. — «Мутант») — игрок, совершивший первое убийство соперника, становится мутантом: у него появляется новое оружие и различные бонусы, но его очки здоровья постоянно уменьшаются, и чтобы его восполнить, ему необходимо уничтожать не мутантов. Чтобы получить очки[англ.] другие игроки вынуждены охотиться на него, при этом из них только игрок с самым плохим счётом может получать фраги за убийство кого-либо кроме мутанта;
- Onslaught;

### Одиночная кампания
В Unreal Tournament 2004 присутствует одиночный режим. Игрок участвует в одноимённом с игрой турнире: набирает свою команду, занимается её менеджментом и, участвуя в боях, продвигаясь по турнирной ветке. Члены команды обладают 4 характеристиками: агрессивностью, скоростью, тактикой и точностью, — от значений который зависит эффективность бойца на поле боя и его гонорары. Также товарищи по команде могут получать ранения, лечение которых обойдётся игроку в определённую сумму. Для покрытия расходов игрок должен выигрывать в основных боях, а также успешно вызывать лидеров соперничающих команд на дуэли. Также при помощи дополнительных назначаемых боёв игрок может сделать доступным для найма вражеского игрока.

## Разработка и выпуск
Игра была выпущена 16 марта 2004 года, хотя изначально релиз планировался в конце 2003 года. 24 января 2023 года Epic Games прекратили онлайн-поддержку для более чем 20 своих игр, включая Unreal Tournament 2004.

## Восприятие
| Сводный рейтинг       | Сводный рейтинг  |
| Агрегатор             | Оценка           |
| --------------------- | ---------------- |
| GameRankings          | 92,57 %          |
| Metacritic            | 93/100           |
| «Критиканство»        | 86/100           |
| Иноязычные издания    |                  |
| Издание               | Оценка           |
| Eurogamer             | 9/10             |
| GameSpot              | 9,4/10           |
| GameSpy               | [ 14 ]           |
| GamesRadar+           | [ 15 ]           |
| GameZone              | 9,5/10           |
| IGN                   | 9,4/10           |
| Русскоязычные издания |                  |
| Издание               | Оценка           |
| Absolute Games        | 91 %             |
| «PC Игры»             | 9,5/10           |
| «Домашний ПК»         | [ 4 ]            |
| «Игромания»           | 9,0/10           |
| «НИМ»                 | 8,8/10           |
| Награды               |                  |
| Издание               | Награда          |
| GameSpy               | Editors’ Choice  |
| IGN                   | Editors’ Choice  |
| Absolute Games        | «Наш выбор»      |
| «PC Игры»             | «Золотой кулер»  |
| «Домашний ПК»         | «Выбор редакции» |
| «ЛКИ»                 | «Корона журнала» |

Согласно Metacritic, игра получила «всеобщее признание» критиков.